# Pax Romana (organización)
Pax Romana fue originalmente una organización de universitarios, una Internacional de los Estudiantes Católicos, constituida en Friburgo entre el 17 y el 21 de julio de 1921, considerada continuadora de la organización Auxilium Studiorum, dedicada a ayudar a los estudiantes católicos víctimas de la Primera Guerra Mundial. Su finalidad era fomentar los vínculos entre los estudiantes católicos de todos los países del mundo para encontrar la manera de mantener la paz recurriendo a una nueva dominación romana, pero convenientemente cristianizada y además en su versión católica.
En la reunión de Friburgo se contaron representantes de 20 países: Alemania, Argentina, Australia, Bélgica, Checoslovaquia, Dinamarca, España, Estados Unidos, Francia, Holanda, Hungría, Inglaterra, Italia, Java, Luxemburgo, Polonia, Portugal, Rumanía, Suiza y Yugoslavia representando a unos cien mil estudiantes siendo principalmente Alemania, Estados Unidos, España, Italia y Suiza los delegaciones que contaban con más afiliados. En el primer congreso fundacional se eligió a Fernando Martín-Sánchez Juliá como vicepresidente y España ingresaba, con ello, como miembro de la organización. Además de aprobarse la creación de un Secretariado Permanente establecido en Friburgo, se aprobó también la celebración de congresos anuales y la formación de una Comisión Permanente encabezada por Martín-Sánchez y entre cuyos miembros ya se contaba a la representante de las estudiantes asociadas. El 4 de febrero de 1923 consiguen el reconocimiento oficial por parte de la Sociedad de Naciones.
Organizó dieciséis congresos en diferentes países de Europa en los años veinte y treinta. El XVII Congreso se celebró en Washington D. C., en septiembre de 1939, para tratar sobre las relaciones entre la Pax Romana y el grupo Acción Católica. Se nombró presidente internacional de Pax Romana al español Joaquín Ruiz-Giménez Cortés, y el siguiente congreso se celebró en España del 24 de junio al 4 de julio de 1946.
El 1947 se refundó con el nombre de Pax Romana ICMICA/MIIC (The International Catholic Movement for Intellectual and Cultural Affairs/Mouvement International des Intellectuels Catholiques) con sede en Ginebra y en relación con el Movimiento Internacional de Estudiantes Católicos o Juventud Estudiante Católica, en inglés International Movement of Catholic Students (IMCS), que tiene la sede en París. También se define como foro abierto para compartir y para el diálogo intelectual entre las diferentes culturas, generaciones y profesiones, y es reconocida por la Santa Sede y por la red internacional de la Conferencia de Organizaciones Internacionales Católicas.
De 1947 a 1949 el mexicano José González Torres fue presidente internacional de Pax Romana.
Durante el Concilio Vaticano II, Pax Romana y muchos de sus miembros jugaron un papel importante. En 1963, un ex capellán de Pax Romana-Italia, Giovanni Battista Montini fue elegido Papa, adoptando el nombre de Pablo VI.
Está formada por una Asamblea Plenaria reunida cada 4 años que escoge los miembros del Consejo Plenario, presidente, vicepresidentes y secretario general. Desde 1949 tiene estatuto consultivo al Consejo Económico y Social de las Naciones Unidas, a la UNESCO y al Consejo de Europa, y participa en el Foro Social Mundial.